# Orbit College Football Club
L'Orbit College Football Club, meglio noto come Orbit College, è una società calcistica sudafricana con sede nella città di Johannesburg. Milita in Premier Division, la massima serie del campionato sudafricano.

## Storia
Fondata nel 2012 nella città di Johannesburg da un gruppo di amici appassionati di calcio, nelle prime stagioni ha militato nelle serie minori del campionato sudafricano, ma grazie ai risultati ottenuti e alla crescita del settore giovanile è riuscita ad approdare nel professionismo.
Nella stagione 2022-2023 il club è stato promosso in National First Division, dopo aver vinto le semifinali dei play-off contro l'Umsinga United. Una partita che viene ricordata anche per i fatti accaduti dopo il fischio finale: i tifosi hanno invaso il terreno di gioco e sono stati sparati colpi di arma da fuoco, che hanno causato dei feriti sia trai tifosi che giocatori.
L'Orbit College ha raggiunto la finale, dove è statato sconfitto per 2-0 dall'Upington City, che hanno conquistato la Second Division 2022-2023.

## Strutture

### Stadio
Disputa le partite all'Olympia Park di Rustenburg, che ha una capienza di 32 000 posti. Nelle partite d'esordio della stagione 2025-2026, ha dovuto ospitare le gare interne al Dobsonville Stadium di Johannesburg, in attesa dell'adeguamento dello stadio.